# Mataco

## Resumo
O mataco (Tolypeutes matacus) é uma espécie de tatu da família dos clamiforídeos (Chlamyforidae). Pode ser encontrado na Bolívia, Paraguai, Argentina e Brasil. Tal espécie possui apenas quatro dedos em cada pata anterior. Também é conhecido pelo nome genérico de tatu-bola, tatu-bola-do-Centro-Oeste, quirquincho bola e mataco bola.

## Etimologia
A palavra "Tolypeutes" tem origem grega "Tolypeuein" e significa "formar uma bola de fios para fiar", de "Tolype" que indica "bola de lã", "o que se enrola", referindo-se à maneira como esses animais se defendem. Já “matacus” é uma homenagem ao povo indígena Wichí, também denominado Mataco, que vive na Argentina e na Bolívia.

## Distribuição geográfica
O tatu-bola-do-Centro-Oeste (Tolypeutes matacus) é encontrado no Pantanal e em algumas regiões de Cerrado nos estados de Mato Grosso e Mato Grosso do Sul. No entanto, a maior parte da sua distribuição ocorre em países como Bolívia, Argentina e Paraguai.

## Descrição Morfológica
O T. matacus tem uma carapaça marrom com geralmente três cintas móveis, mas o número pode variar entre duas e quatro. Cada membro anterior possui quatro dedos, enquanto o T. tricinctus possui cinco. Ambas as espécies têm membros posteriores com cinco dedos, sendo que o segundo, terceiro e quarto dedos são fundidos, enquanto o primeiro e quinto são ligeiramente separados. As orelhas são amplas, ásperas e com bordas levemente serrilhadas, conforme descrito por Parera citado em Medri et al. (2011, p. 85). A cauda é revestida por escudos dérmicos e tem pouca flexibilidade, conforme observado por Nowak (1999).

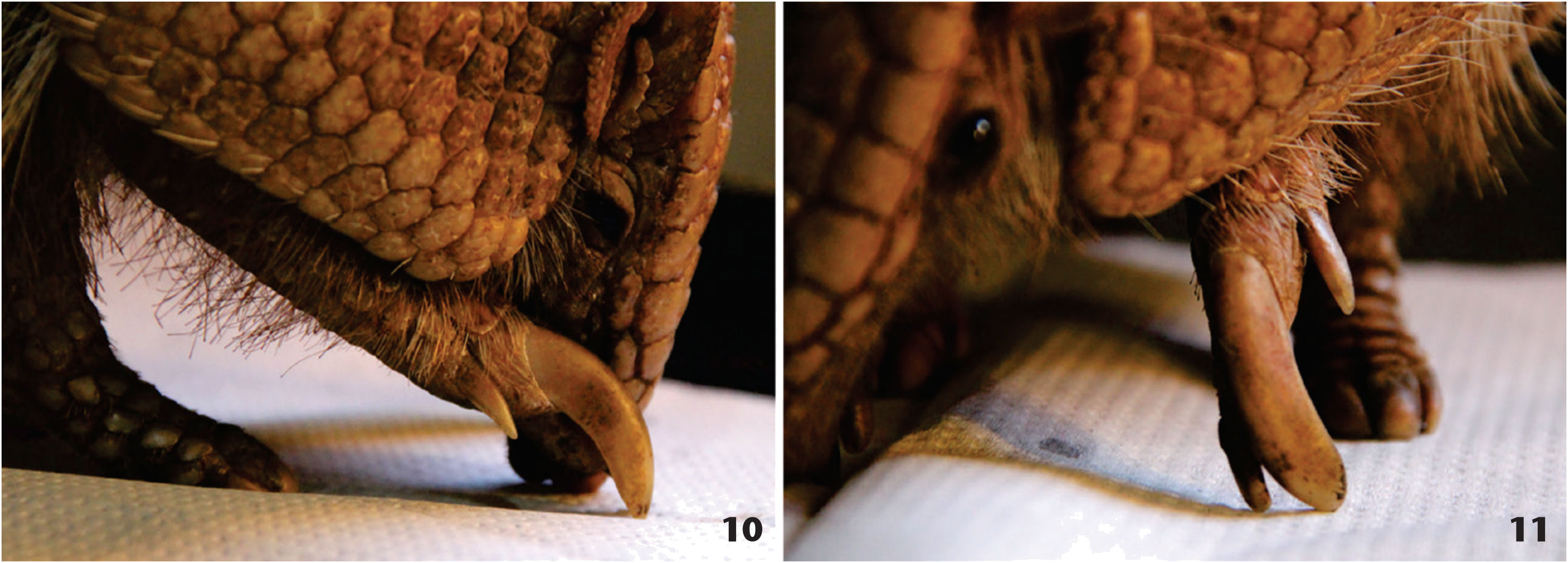
Vista lateral (10) e frontal (11) das garras dianteiras de Tolypeutes matacus

## Ecologia
É uma espécie que se alimenta principalmente de insetos, mas também pode consumir carniça, mostrando uma dieta oportunista. Sua alimentação varia sazonalmente, com preferência por cupins e formigas na estação seca, e frutos e larvas de besouro na estação chuvosa.

## Comportamento

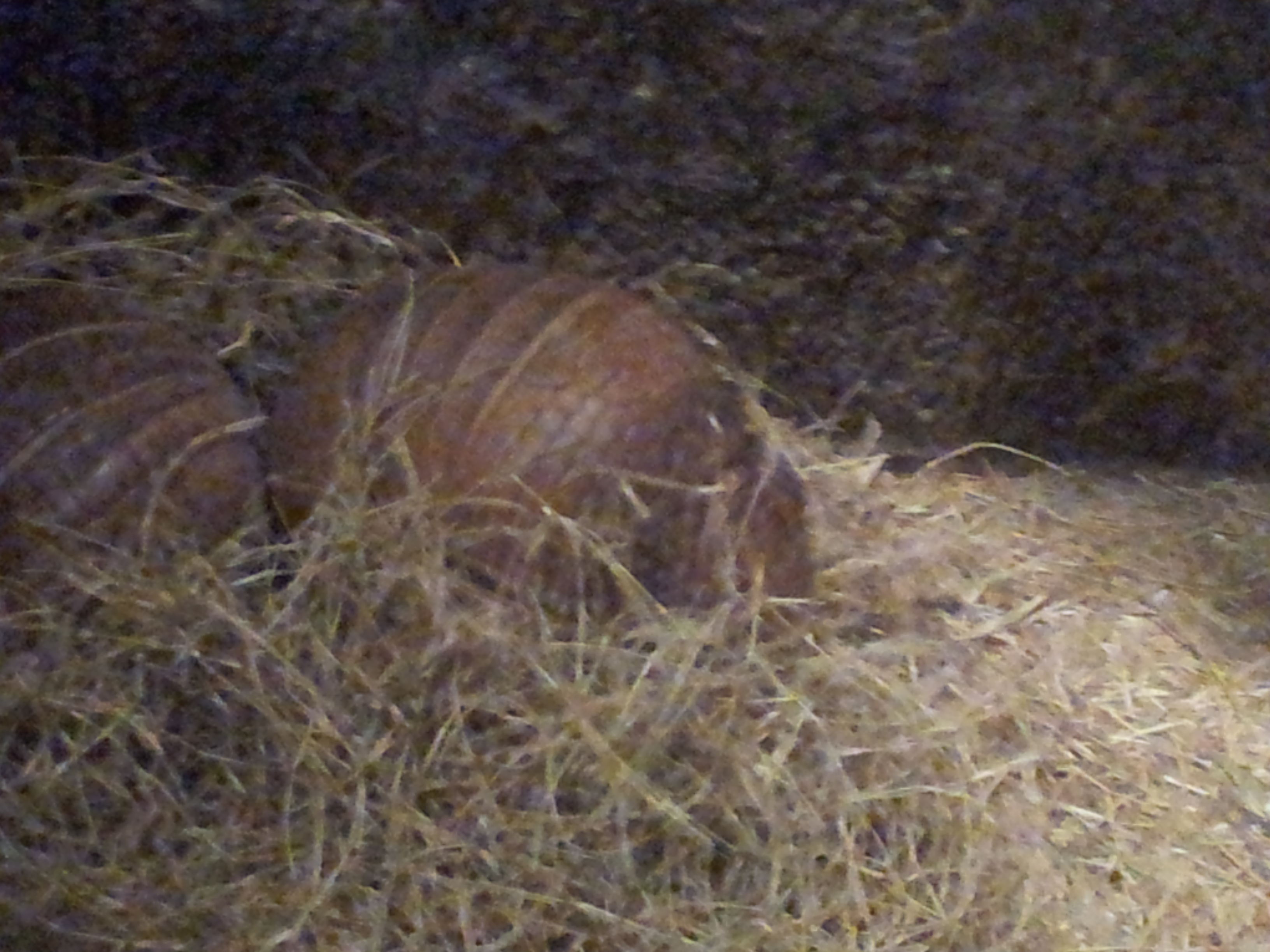
Tatu de três bandas do sul (Tolypeutes matacus) no zoológico de Jacksonville.

Quanto ao comportamento, a espécie não é caracterizada por hábitos fossoriais, uma vez que não escava tocas, mas prefere utilizar aquelas construídas por outros animais. Além disso, para buscar abrigo, pode recorrer a depressões no terreno ou cobrir-se com folhas. Pode ser ativa tanto durante o dia quanto à noite, dependendo das condições ambientais como temperatura e chuva. Em dias frios, podem ficar inativos, buscando abrigo e retomando a atividade com o aumento da temperatura. O tatu-bola-do-Centro-Oeste habita áreas de vegetação seca, sendo particularmente abundante nas regiões áridas do Chaco Argentino e Paraguaio. Não há informações específicas sobre o uso do habitat no Brasil.

## Ameaças e Conservação

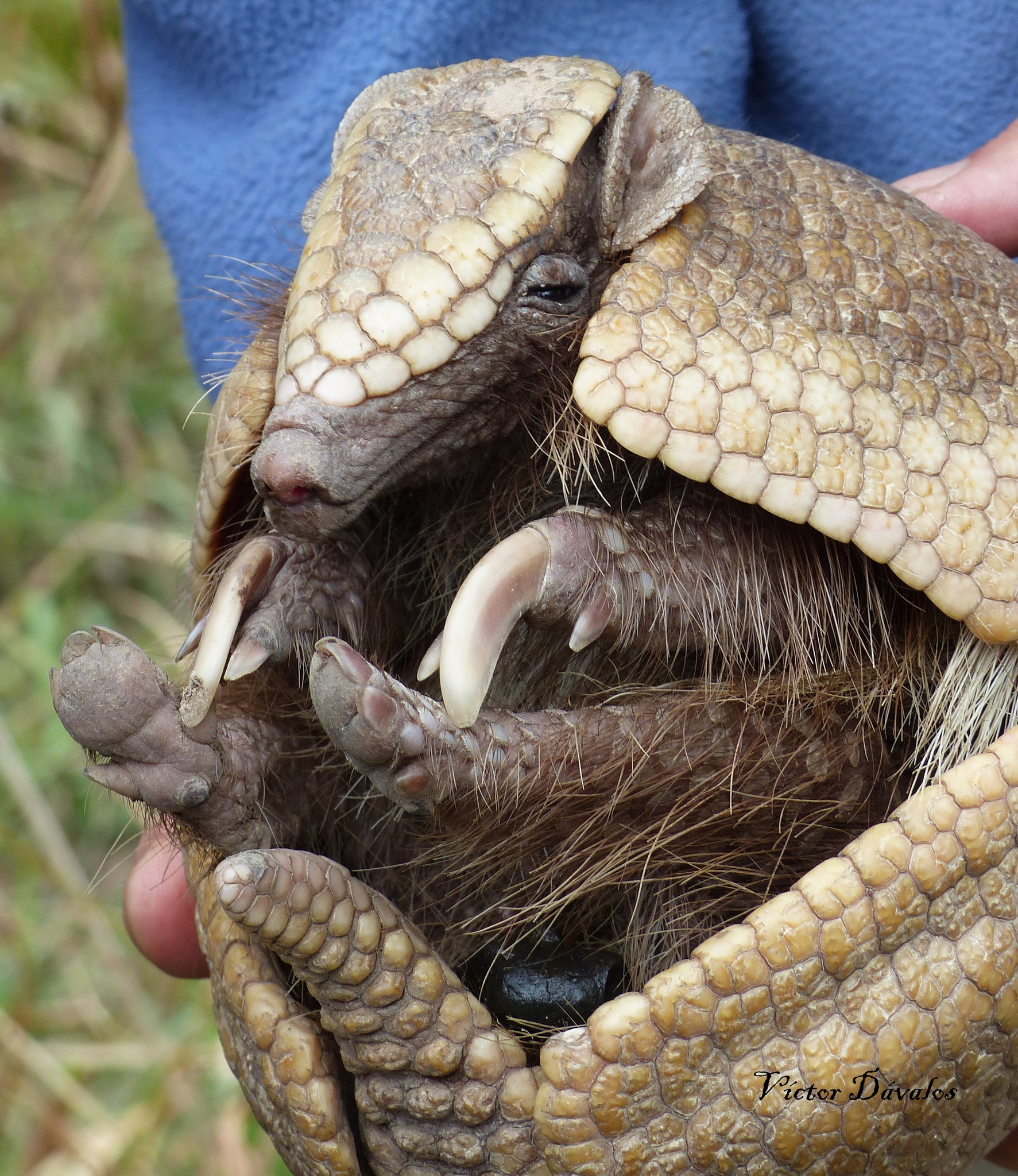
Registro de Tolypeutes matacus

A espécie enfrenta diversas ameaças, incluindo a caça para consumo de carne, a facilidade de perseguição devido ao comportamento de se enrolar em forma de bola quando tocada e a exportação para zoológicos e como animal de estimação. Ademais, a conversão de hábitats naturais em terras para agricultura representa uma ameaça significativa. Não há informações detalhadas sobre o grau e a extensão dessas ameaças no Brasil. A conservação da espécie é crucial, especialmente diante desses desafios, para garantir a preservação dessa espécie única de tatu.